# Sakina Jaffrey
Pour les articles homonymes, voir Jaffrey.
Sakina Jaffrey est une actrice américaine née à Manhattan (New York) le 14 février 1962. Elle est la fille de Madhur Jaffrey et Saeed Jaffrey.

## Filmographie partielle
- 1988 : The Perfect Murder de Zafar Hai : Neena Lal
- 1995 : L'Indien du placard de Frank Oz : Lucy
- 1996 : Daylight de Rob Cohen : Kit Passenger #1
- 1999 : Chutney Popcorn de Nisha Ganatra : Sarita
- 2003 : New York 911 (TV) : le docteur Hickman (2003-2005)
- 2007 : Le Journal d'une baby-sitter
- 2007 : New York, unité spéciale : Geeta Chanoor (saison 8, épisode 12)
- 2008 : Un jour, peut-être
- 2012 : Girls (série télévisée) : la gynécologue (épisode 2 saison 1)
- 2012 : The Mindy Project (série télévisée) : Sonu Lahiri
- 2013 : House of Cards (série télévisée) : Linda Vasquez
- 2014-2015 : Sleepy Hollow (série télévisée) : Sheriff Leena Reyes
- 2015 : Mr. Robot  : Antara Nayar
- 2016 : Timeless : Agent Denise Christopher
- 2018 : Red Sparrow de Francis Lawrence : Trish Forsyth
- 2018 : Equalizer 2 (The Equalizer 2) d'Antoine Fuqua : Fatima
- 2019 : American Gods : Mama-ji
- 2019 : Perdus dans l'espace : Capitaine suppléante Kamal
- 2021 : Snowpiercer : Mme Headwood (saison 2)

## Voix françaises
En France, Nathalie Karsenti est la voix récurrente de Sakina Jaffrey.
- Nathalie Karsenti dans :
  - New York 911
  - The Mindy Project
  - House of Cards
  - Madam Secretary
  - Timeless

Et aussi
- Martine Irzenski dans Girls (série télévisée)
- Marjorie Frantz dans Sleepy Hollow (série télévisée)
- Pascale Vital dans Mr. Robot (série télévisée)
- Behi Djanati Ataï dans Equalizer 2
- Cathy Cerdà dans Chair de poule (série télévisée)